# Melba Pattillo Beals
 (février 2020).
Melba Joyner Pattillo Beals (née le 7 décembre 1941) est une journaliste et éducatrice américaine largement connue en tant que membre des neuf de Little Rock, un groupe d'étudiants afro-américains qui ont été les premiers à intégrer Little Rock Central High School à Little Rock, en Arkansas.

## Jeunesse
Née le 7 décembre 1941, le même jour que l'attaque de Pearl Harbor, Beals a grandi dans une famille qui appréciait l'éducation. Sa mère, Lois Marie Pattillo, a obtenu un doctorat, a été l'une des premières diplômées noires de l'université de l'Arkansas en 1954 qui a travaillé comme professeur d'anglais au collège. Son père, Howell Pattillo, travaillait pour le Missouri Pacific Railroad. Le frère de Beals, Conrad S. Pattillo, a été maréchal américain du district oriental de l'Arkansas pendant l'administration Clinton.

## Éducation
Pendant qu'elle fréquentait le lycée Horace Mann à Little Rock, un lycée entièrement noir, Beals s'est rendu compte qu'elle ne recevait pas la même éducation de qualité que ses pairs du Central High School. Beals s'est ensuite porté volontaire pour être transféré au Central High School entièrement blanc avec huit autres élèves noirs de Horace Mann et Dunbar Junior High School à Little Rock.
Beals avait 14 ans lorsqu'elle a choisi de s'inscrire au Central High School, une école entièrement blanche en mai 1956. Les neuf étudiants noirs ont fait face à des foules qui ont forcé le président Dwight D.Eisenhower à envoyer la 101e division aéroportée pour protéger leur vie après que le gouverneur de l'Arkansas, Orval Faubus, ait utilisé les troupes de la Garde nationale pour bloquer l'entrée des étudiants à l'école. Beals avait prévu de retourner à Central High pour l'année scolaire 1958-1959, mais le gouverneur Faubus a fermé toutes les écoles secondaires de Little Rock qui n'ont pas résisté à l'intégration, ce qui a conduit d'autres districts scolaires du Sud à faire de même. Ce n'est qu'en août 1959 que le Central High a rouvert de manière intégrée.

## Carrière
Beals a déménagé à Santa Rosa, en Californie, avec l'aide du NAACP pour terminer sa dernière année de lycée à Montgomery High School. Beals vivait avec la famille de parents adoptifs, le Dr George et Carol McCabe. À l'âge de dix-sept ans, elle a commencé à écrire pour les principaux journaux et magazines. Beals a fréquenté l'Université d'État de San Francisco et obtenu un baccalauréat. Plus tard, elle a obtenu une maîtrise en journalisme de l'Université Columbia.
Le livre de Beals, Warriors Don't Cry, relate les événements de 1957 pendant la crise de Little Rock, basé en partie sur des journaux intimes qu'elle a tenus pendant la période. Elle a également écrit White is a State of Mind, qui commence là où les guerriers se sont arrêtés. À ce jour, Warriors Don't Cry continue d'être un best-seller n°1 d'Amazon dans le genre "Livres de préjugés pour les adolescents et les jeunes adultes". En 1959, la NAACP a décerné la médaille Spingarn à Beals et aux autres membres des neuf de Little Rock, ainsi qu'au leader des droits civils Daisy Bates, qui avait conseillé le groupe lors de leurs combats à Central High. En 1999, elle et le reste des Neuf ont reçu la plus haute distinction civile, la médaille d'or du Congrès. Seuls trois cents autres l'ont reçu.
Le 22 mai 2009, elle a obtenu son doctorat en éducation à l'Université de San Francisco. Cette journée a marqué le 150e anniversaire de l'USF.